# Verliefd op Ibiza (film)
Verliefd op Ibiza (werktitel Kreta!, iBiZa! en Allemaal naar iBiZa!) is een Nederlandse speelfilm. De film is thematisch een vervolg op de films Costa! en Volle maan, maar in tegenstelling tot de twee genoemde films een ensemblefilm.
De première stond gepland op 7 maart 2013 met een exclusieve voorpremière op Valentijnsdag, 14 februari. Deze datum werd later vervroegd naar 28 januari, met 31 januari als datum dat de film in de bioscoop ging draaien.

## Verhaal
De film vertelt vier verhalen van Nederlanders van alle leeftijden op Ibiza, die alle tot een climax komen bij een optreden van dj Armin van Buuren. Lex (Rick Engelkes) is een 55-jarig voormalige rockster die ooit succes had in Japan met zijn muziek. Tegenwoordig leeft hij in vergane glorie, al probeert hij zijn rocksterimago wanhopig te behouden. Hij wordt in zijn woonplaats Ibiza vergezeld door zijn drie dochters; de 31-jarige Zara (Gigi Ravelli), de middelste zus Lizzy (26) (Sanne Vogel) en de 21-jarige Bibi (Marly van der Velden). Zara is een succesvolle modeontwerpster die al tijdenlang gestrest is vanwege de promotie van haar recente bikinicollectie. Haar echtgenoot Pim (David Lucieer), met wie ze twee kinderen Jasper en Sem heeft, kan enkel dromen van affectie en voelt zich miserabel in een gefaald huwelijk. Tijdens het verblijf op Ibiza, gaat hij vreemd met Zara's jongere, wilde en verleidelijke zus Bibi. Bibi, verveeld en op zoek naar sensatie, trekt Pim in haar web van drugs en seks.
Lizzy werkt als partyplanner op Ibiza en wordt ingehuurd om de verjaardag van Elza (Kim Feenstra) te organiseren, het verwende model dat op haar verjaardag een huwelijksaanzoek verwacht van haar vriend Kevin Hoogland (Jan Kooijman), een bekende voetballer. Lizzy wordt constant lastiggevallen door de onrealistische eisen van Elza, en ontwikkelt ondertussen gevoelens voor de veel nuchtere Kevin. Tot groot genoegen van Kevins grootmoeder Karla (Willeke van Ammelrooy), die een hekel heeft aan Elza, valt ook Kevin voor de bescheiden en nuchtere charme van Lizzy. Het duurt niet lang voordat het tweetal met elkaar in bed belandt. Lizzy, ervan bewust dat Kevin op het punt staat om zich te verloven met een model, breekt de affaire al snel omdat ze niet de rol van de maîtresse wil vervullen.
Ondertussen herkent Lex in een toerist een oude vlam, Jacky (Lone van Roosendaal). Jacky is op vakantie op Ibiza met een vriendin, Irma (Simone Kleinsma). Waar Jacky hoopt op vele escapades met jongere mannen, hoopt Irma zich op het strand terug te trekken met een goed boek. Tegen verwachting in wordt Jacky bedrogen door twee Belgen die haar enkel om haar geld charmeerden, terwijl Irma een oprechte aanbidder vindt; Lars (Jim Bakkum). Lars is op Ibiza met twee aspirerende dj's, Dylan (Jasper Gottlieb) en Boyd (Marius Gottlieb), die met succes in het voorprogramma van hun idool Armin van Buuren worden geplaatst. Lars is een welopgevoede jongen, die in Irma zijn droomvrouw ziet. Irma voelt zich niet op haar gemak met een veel jongere jongen, maar valt uiteindelijk ook als een blok voor Lars. Conflicten ontstaan als Irma's dochter Maartje (Pip Pellens) onverwachts verschijnt op Ibiza. Ondertussen probeert Lex vrede te vinden met Jacky, die duidelijk nog een wrok koestert naar de muzikant. Ze geeft uiteindelijk toe dat ze een abortus heeft gehad in de tijd dat ze uitgaan. Lex schrikt, maar wint Jacky's hart uiteindelijk voor zich.
Op de avond dat Armin van Buuren platen draait, komen alle verhaallijnen tot een climax. Zara heeft ontdekt dat Pim en Bibi een affaire met elkaar hebben en breekt contact met beiden, totdat Pim duidelijk maakt dat hij nog steeds zielsveel van haar houdt en zijn blijk van waardering toont door haar te helpen met haar conflicten op het werk. Kevin realiseert zich dat hij verliefd is op Lizzy en verbreekt de relatie met Elza om bij haar te kunnen zijn. Irma komt tot de realisatie dat leeftijdsverschil niet zo belangrijk is als gedacht, en stelt Lars voor aan haar dochter.

## Rolverdeling
- Willeke van Ammelrooy als Omi Karla[4]
- Jim Bakkum als Lars
- Armin van Buuren als Armin van Buuren[5]
- Rick Engelkes als Lex
- Kim Feenstra als Elza
- Jasper Gottlieb als Dylan
- Marius Gottlieb als Boyd[5][6]
- Kimberley Klaver als May
- Simone Kleinsma als Irma[5]
- Jan Kooijman als Kevin Hoogland[4][5][7]
- David Lucieer als Pim
- Gigi Ravelli als Zara
- Lone van Roosendaal als Jacky
- Marly van der Velden als Bibi
- Sanne Vogel als Lizzy

Met bijrollen van Pip Pellens als Maartje, Irma's puberende dochter. Kaj Kurver Dumas en Yannick Juijn als Jasper en Sem, de kinderen van Pim en Zara. Met cameo rollen voor Wilma Nanninga als journaliste, Patrick Martens als barman, Anthony Arandia als Steve en Hans Ubbink, Hardwell, Sunnery James & Ryan Marciano, Ivo Niehe, Fred van Leer en Edwin Smulders als zichzelf.

## Productie

### Ontwikkeling
Nijenhuis was al enige tijd bezig met een vervolg op Costa!. In het voorjaar van 2011 werd bekendgemaakt dat Nijenhuis een film op Kreta wou maken met als titel Kreta!. De film moest eigenlijk in 2012 in de bioscoop draaien. Later trok distributeur Benelux Films zich terug, waardoor de film vertraging opliep. Uiteindelijk besloot A-Film de film te verdelen en werden het scenario en de locatie aangepast aan Ibiza. Het verhaal van Kreta vertelde over een freerunner die telkens wegrent als de liefde te serieus wordt. Dit patroon verandert als hij op Kreta de ware liefde ontmoet. Het verhaal van Verliefd op Ibiza is een idee van Hilda van der Meulen en verder uitgewerkt in een scenario door Tijs van Marle en Annelouise van Naerssen (Verboon). Ook Dick Bouquet en Maarten Lebens hebben een kleine bijdrage gedaan aan het definitieve scenario.
Op 10 november 2011 werd bekendgemaakt dat Johan Nijenhuis samen met Armin van Buuren ging samenwerken voor de film Ibiza. Van Buurens entertainmentbedrijf Cloud 9 Music zal expertise leveren over Ibiza in het algemeen en de clubscène in het bijzonder. Daarnaast zullen zij verantwoordelijk zijn over de score en titelsong.
Tijdens de audities werd ook het verhaal nog aangepast. Zo werd het personage van Karla, moeder van Kevin, veranderd naar de grootmoeder van Kevin en kon er voor personage Lex geen geschikte acteur gevonden worden en werd hij daarom zo'n tien jaar jonger gemaakt. Hierdoor werd ook zijn oudste dochter een stukje jonger. Ook werd hierdoor de verhaallijn van Lex aangepast, want Lex zou iets krijgen met het personage Karla, maar doordat Lex wat jonger werd besloten de schrijvers een romance tussen Lex en Jacky te schrijven. Mede door het feit dat dat Lex' personage jonger werd, besloten de schrijvers ook de leeftijd van de dochters aan te passen. Zara werd vier jaar jonger en Bibi werd twee jaar ouder. De personages Dylan & Boyd werden tijdens de auditieprocedure ontwikkeld tot een tweeling en de rol van Boyd werd groter dan aanvankelijk geschreven was.

### Audities
Nijenhuis was in het najaar van 2011 druk met het zoeken naar de personages. De definitieve audities werden gestart op 23 februari 2012 en op 16 april werd bekendgemaakt dat Jan Kooijman en Simone Kleinsma beide een rol hebben in de film en werd ook bevestigd dat Van Buuren ook een rol gaat spelen. Voor de rol van Kevin had Nijenhuis meteen Kooijman in gedachten en was ook blij dat zijn auditie erg lovend was. Kooijman ondergaat speciaal voor de film een metamorfose. Kooijman krijgt een nieuwe haarsnit en een bijpassende kledingstijl. Ook Lieke van Lexmond en Yolanthe Sneijder-Cabau hadden een rol aangeboden gekregen, maar moesten beide weigeren in verband met andere projecten. Daarnaast zag Sneijder-Cabau het niet zitten om in een film te spelen waar een hak werd genomen met een voetbalvrouw. Later bleken de rollen van Kevin & Elza dan ook lichtelijk gebaseerd te zijn op Rafael & Sylvie van der Vaart, Wesley Sneijder & Yolanthe Sneijder-Cabau en David & Victoria Beckham. Om deze redenen beweerde Nijenhuis eerst juridisch te onderzoeken of dit mogelijk was en dat de genoemde koppels geen juridische stappen konden nemen.
De namen van de overige acteurs werden op 24 april bekendgemaakt tijdens een persconferentie op Ibiza zelf. Nog voordat de persconferentie begon werd er al op 24 april bekendgemaakt dat Willeke van Ammelrooy Karla, de oma van Kooijmans personage Kevin, gaat spelen. Kim Feenstra kruipt in de huid kruipt van Kooijmans liefde Elza. Voor de rol van Elza was Nijenhuis lang op zoek naar de juiste actrice. Het was uiteindelijk Mark de Cloe die Kim Feenstra aanbeval. Gigi Ravelli, Sanne Vogel, Marly van der Velden spelen drie halfzussen Zara, Lizzy en Bibi, elk met een andere moeder. Rick Engelkes zal te zien zijn als hun vader Lex, die het leven leidt van een popster en die maar niet ouder wil worden. De rol van Engelkes was aanvankelijk bedacht voor een acteur van rond de 65, maar men kon geen geschikte acteur voor de rol vinden. Na het casten van een jongere Lex werd ook de verhaallijn van Lex aangepast en krijgt hij uiteindelijk iets met het personage van Lone van Roosendaal. Aanvankelijk zou de rol van Lex iets met Karla krijgen. Ondertussen wordt de jongste dochter van Lex Bibi verliefd op haar zwager Pim, gespeeld door David Lucieer, de man van haar oudste zus. Tweeling Marius en Jasper Gottlieb zijn dj's Boyd en Dylan die op zoek gaan naar hun idool Armin van Buuren. Hun manager Lars wordt gespeeld door Jim Bakkum. Lone van Roosendaal speelt de seksueel gefrustreerde Jacky die op het zwoele eiland wat afleiding zoekt. Zij is samen op het eiland met haar vriendin Irma, de rol van Simone Kleinsma die uiteindelijk voor een veel jongere man valt. Verder zijn er nog bijrollen voor Pip Pellens als Maartje en Kimberley Klaver als bitchy versierder May.
Hoewel de film aanvankelijk tien hoofdrollen telde, kwam dit uiteindelijk terecht op elf, nadat de personages van Boyd en Dylan evenredig werden. De filmposter zegt ook dat Willeke van Ammelrooy, Armin van Buuren, Kimberley Klaver en David Lucieer tot de hoofdrollen behoren, maar staan niet op de filmposter zelf en hebben ook aanvankelijk minder screentijd dan de overige castleden.
Wilma Nanninga maakte op Twitter bekend dat zij een piepkleine rol heeft bemachtigd in de film en dat zij in de week van 7 mei gaat draaien op Ibiza.

### Opname
De opnames zouden starten april 2012 en zouden plaatsvinden op Ibiza tot juni 2012. De acteurs kregen op 24 april de definitieve scenario's. Uiteindelijk werd dit van mei 2012 tot juli 2012. De tweeling Gottlieb begon op 4 mei met filmen. De politie overwoog tijdens de opnames de opnames te stoppen, omdat de crew zich niet aan de verkeersregels zou houden. Tijdens de opnames waren er al twee ongelukken gebeurd waarbij Marius Gottlieb in het ziekenhuis terechtkwam. En Rick Engelkes gleed tijdens het overstappen van een jetski op een boot uit en bleef met zijn vinger haken achter een haak. De vinger van Engelkes lag helemaal open en moest met negen hechtingen hersteld worden. Hoewel de opnames allemaal in mei, juni en enkele in juli werden opgenomen moest Gigi Ravelli op 14 september terug naar Ibiza voor enkele scènes. Op 7 september was er al een kleine voorpremière met een ruwe versie van de film voor enkele fans. Deze moet nog worden aangepast en wordt geüpdatet met de nieuwe scènes van Gigi Ravelli. Aan het einde van dat weekend werd de montagelaptop gestolen met ruw materiaal waarop Jan Kooijman, Jim Bakkum en Marly van der Velden geheel naakt te zien zijn. Een dag na de première werden de foto's van Kooijman en Van der Velden exclusief gepubliceerd bij RTL Boulevard.

## Filmmuziek
Original Soundtrack Verliefd op Ibiza werd enkele weken na de uitgifte van de film uitgebracht op cd. De meeste liedjes die op de cd staan werden ook gebruikt in de film zelf.
Alle filmmuziek werd verzorgd door Armin van Buuren. Van Buuren was zelf verantwoordelijk voor een aantal nummers en de overige nummers heeft hij zelf met zijn team uitgekozen. Naast nieuw en exclusief materiaal voor de film staat er op het album ook oud materiaal van Van Buuren. Voor de film kwam speciaal Waiting For The Night als themanummer uit. Waiting For The Night is gecomponeerd door Van Buuren en diens compagnon Benno de Goeij. De tekst is verzorgd door de Australische singer-songwriter Fiora Cutler die voor de officiële muziek ook het nummer zelf heeft ingezongen.
Naast nummers van Van Buuren zelf staan op het album ook liedjes van andere muzikanten. Deze liedjes moeten de sfeer van de film en het Spaanse eiland weergeven. Het grootste gedeelte van de nummers bestaat uit dancenummers van dj's, waardoor niet de uitgebreide versie, maar de radio-edit op het album zijn geplaatst. In de film zelf worden wel de uitgebreide versies gebruikt. Daarnaast werd de sfeer en thema muziek gecomponeerd door Martijn Schimmer en Matthijs Kieboom. 
Op 18 maart 2014 is deze muziek bekroond met de Buma Filmmuziek Award 2013.
| 1.                    | Waiting For The Night                                 | Armin van Buuren feat. Fiora              | 3:05 |
| 2.                    | Same Mistake                                          | James Blunt                               | 4:58 |
| 3.                    | Nothing's Real But Love                               | Rebecca Ferguson                          | 2:56 |
| 4.                    | Une Belle Histoire                                    | Alderliefste                              | 4:30 |
| 5.                    | Not Giving Up On Love                                 | Armin van Buuren vs Sophie Ellis-Bextor   | 2:54 |
| 6.                    | One Night In Ibiza                                    | Mike Candys & Evelyn feat. Patrick Miller | 2:34 |
| 7.                    | Seek Bromance (Avicii's Vocal Edit)                   | Tim Berg                                  | 3:21 |
| 8.                    | Fail In Love                                          | Sharon Doorson                            | 3:00 |
| 9.                    | Move For Me                                           | Kaskade & deadmau5                        | 2:57 |
| 10.                   | Rapture (Avicii New Generation Edit)                  | Nadia Ali                                 | 3:42 |
| 11.                   | Alright 2010                                          | Red Carpet feat. Hardwell                 | 2:53 |
| 12.                   | Everyday                                              | Peter Luts                                | 3:12 |
| 13.                   | Good Thing (Radio Edit)                               | Dr. Don Don feat. Amali Ward              | 3:03 |
| 14.                   | Lady (Hear Me Tonight) (Remaniax Remix)               | Jesse James                               | 2:46 |
| 15.                   | Take Me Higher                                        | Mischa Daniels                            | 3:28 |
| 16.                   | If I Ever Lose My Faith (Vocal Edit)                  | The Scumfrog feat. Sting                  | 4:06 |
| 17.                   | Sunshine (Federico Scavo Edit)                        | BTsound                                   | 2:51 |
| 18.                   | It Just Won't Do                                      | DJ Dex feat. Kathy                        | 3:31 |
| 19.                   | This Is Ibiza                                         | Sander Kleinenberg                        | 3:13 |
| 20.                   | We Are Here To Make Some Noise (Maison & Dragen Edit) | Armin van Buuren                          | 3:30 |
| Totale duur: 01:06:31 |                                                       |                                           |      |

### Hitnotering
| Album met eventuele hitnotering(en) in de Nederlandse Album Top 100 | Datum van verschijnen | Datum van binnenkomst | Hoogste positie | Aantal weken | Opmerkingen |
| ------------------------------------------------------------------- | --------------------- | --------------------- | --------------- | ------------ | ----------- |
| Verliefd op Ibiza                                                   | 21-01-2013            | 02-03-2013            | 43              | 4            |             |

## Uitgifte

### Ontvangst
De recensies over de film waren niet al te lovend. Hoewel de film qua verhaal goed in elkaar zat, was voornamelijk de diepgang van de acteurs volgens critici niet goed genoeg. Vooral het feit dat onder de jonge generatie veel ongeschoolde en weinig ervarende acteurs te vinden waren en net als bij Costa! en Volle maan te veel gebruik is gemaakt van soapies. Ondanks de negatieve recensies werden de distributierechten van de film op het Internationaal filmfestival van Berlijn verkocht aan Duitsland, Frankrijk, Rusland en Oekraïne, met daarbij nog een aantal landen die aan het onderhandelen zijn.
Door de film werd het aantal boekingen naar Ibiza met 25% verhoogd. De plaatselijke bevolking en reisbureaus waren blij met deze groei. Ibiza zelf ziet een vervolg van de film ook wel in en wil zelf gaan mee produceren aan het vervolg.
De film was na zijn uitgifte zes weken lang de best bezochte film in de bioscoop. Normaal komt er elke week een nieuwe film op de eerste positie terecht, omdat iedereen dan de nieuwste van het nieuwste willen zien. Verliefd op Ibiza stond zowel in de week als weekend box office zes weken lang bovenaan. De film was dan ook op 108 schermen te zien.
Op 23 maart had de film zijn 675.000e bezoeker en wist daarmee het record van regisseur Johan Nijenhuis met Costa!, die op dat moment Nijenhuis' best bezochte film was, te overtreffen.

### Prijzen
Na drie dagen werd de film bekroond tot Gouden Film. Nog nooit eerder wist een film die gebaseerd was op een origineel scenario zo snel de Gouden Film te behalen. Op 12 februari 2013 wist Verliefd Op Ibiza bekroond te worden tot Platina Film. Net als bij de gouden film was dit voor Verliefd Op Ibiza een primeur. Daarnaast was Verliefd Op Ibiza de eerste Nederlandse film in 2013 die zowel de Gouden als de Platina film in ontvangst mocht nemen.

## Vervolg
Door het succes van de film ging Nijenhuis met hetzelfde team aan de slag voor een volgende film. Dit werd Toscaanse Bruiloft. Nijenhuis had al een aantal acteurs op Verliefd op Ibiza in gedachten voor enkele rollen. Jan Kooijman werd als eerste gecast voor een van de hoofdrollen. Naast Kooijman kreeg ook Simone Kleinsma een rol en werden ook Lieke van Lexmond, Sophie van Oers en Matteo van der Grijn gecast die ook voor Verliefd op Ibiza in aanmerking kwamen voor een rol, maar uiteindelijk niet kregen.
In 2013 kwam op televisiezender SBS6 een televisieserie die zich afspeelde na de film. Voor de serie keerde diverse acteurs terug om hun hoofdrol wederom te vertolken waaronder Rick Engelkes en Willeke van Ammelrooy. Enkele grote rollen zoals die van Kim Feenstra en Jan Kooijman keerde niet terug doordat ze andere werkzaamheden hadden of contractueel gezien niet konden draaien voor de serie. Andere grote rollen werden voor de serie aangepast naar gastrollen; zo waren Gigi Ravelli en Marly van der Velden beiden maar enkele afleveringen te zien dit kwam mede door hun lopende werkzaamheden aan de RTL 4-soap Goede tijden, slechte tijden.
In 2019 verscheen Verliefd op Cuba, wederom geregisseerd door Johan Nijenhuis. Net als Toscaanse Bruiloft is deze film enkel thematisch een vervolg op de eerdere films. Jan Kooijman speelt ook weer een van de hoofdrollen in deze film.